# María Victoria de Armas
Maria Victoria de Armas (25 aprile 1996) è una sciatrice nautica argentina.

## Palmarès
- Giochi sudamericani

Cochabamba 2018: argento nel wakeboard.